# Svatý Brendan
Svatý Brendan (484 Tralee – 577/583 Clonfert, Galway) je irský světec, jeden z dvanácti apoštolů Irska. Během svého života byl knězem, mnichem a zakladatelem kláštera Clonfert. Pro své cesty severním Atlantikem byl nazýván mořeplavcem či cestovatelem. Svůj život zasvětil hledání „Země přislíbené svatým“ („Terra Repremissionis Sanctorum“). Knězem byl vysvěcen ve svých 28 letech.

## Legendy
Zprávy o jeho dobrodružných plavbách se dochovaly v textu Navigatio sancti Brendani abbatis (Plavba svatého opata Brendana), který byl zaznamenán v průběhu 10. století. Texty vypráví o přistání mnichů na hřbetě velryby, kterou si spletli s ostrůvkem a svůj omyl poznali až při rozdělávání ohně, kdy se velryba probudila. Podle legendy, při hledání země přislíbené svatým doplul do Grónska a k břehům severní Ameriky Podle nejstarších dochovaných zpráv započal svou cestu přes moře v roce 545 cestou na západ. Se 17 mnichy se plavil na lodích s dřevěným rámem potaženým impregnovanou kůží zvaných Curragh. Chtěl dorazit do zaslíbené země svatých. Podle legendy před tím než tam dorazili museli překonat mnoho nebezpečí. Prošli několika očistci, při příchodu na ostrov se setkali s některými démony, padlými anděly, kteří žili na ostrově, mluvili se zrádcem Jidášem. Po sedmi letech nakonec dorazili do ráje, ale nesměli tam zůstat a tak se vrátili do Irska. 
Texty Navigatio sancti Brendani abbatis nepřináší důvěryhodné zprávy, texty sloužily k náboženskému vzdělání, nepopisují události tak, jak byly. Znalosti a skutečnosti byly podrobeny autoritě Bible. To se aplikovalo i na zprávy z Brendanových cest. Bez přesvědčivých důkazů stop po Irech v Americe v 6. století zůstanou jeho cesty jen legendou.

## Literární zpracování
Legendu zpracoval Julius Zeyer v básni Kronika o svatém Brandanu (1886).